# Foro Trilateral IBSA

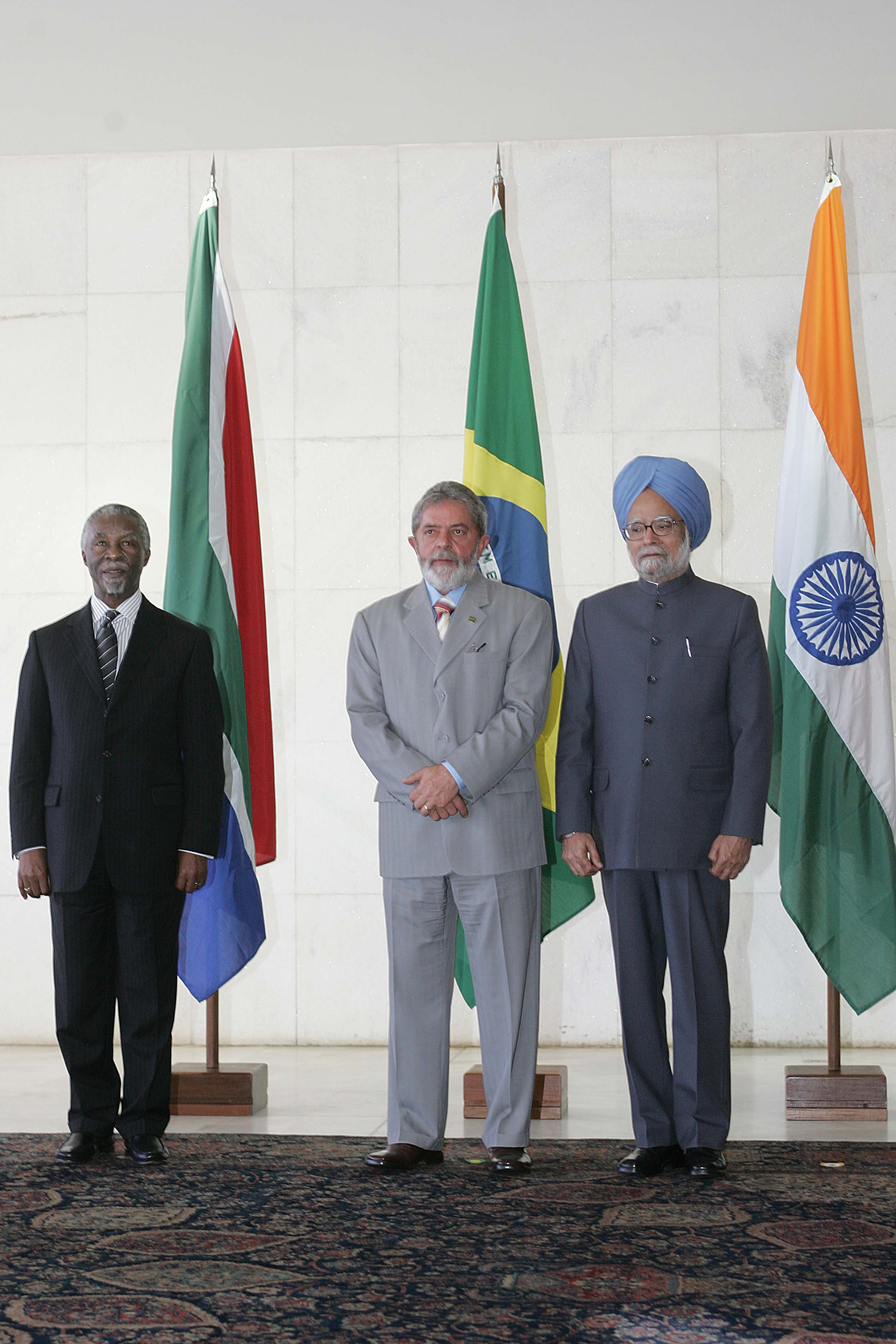
El presidente brasileño Luiz Inácio Lula da Silva, entre el presidente de Sudáfrica, Thabo Mbeki (Izq) y el primer ministro de la India, Manmohan Singh, en la primera cumbre del foro IBSA, en Brasilia.

El Foro Trilateral IBSA (India, Brasil, Sudáfrica) creado en 2003 como resultado de la Declaración de Brasilia,  inició el estrechamiento de las relaciones entre esos tres países. Su objetivo es el de promover la cooperación en comercio, inversión y diplomacia económica entre tres de los principales polos políticos y económicos de los países en vías de desarrollo.
El 13 de septiembre de 2006 se llevó a cabo en Brasilia la primera cumbre del foro IBSA con la asistencia de los presidentes de Brasil, Luis Ignacio Lula Da Silva, el presidente de Sudáfrica, Thabo Mbeki y el primer ministro de la India Manmohan Singh. En esa ocasión los tres líderes emitieron una declaración conjunta:
Los líderes acuerdan explorar abordajes para la cooperación pacífica en los usos de energía nuclear bajo las salvaguardias apropiadas.
También deciden establecer un grupo de trabajo que se enfoque en las modalidades de un acuerdo de comercio trilateral entre India, MERCOSUR y la Unión Sudafricana de Aduanas.

## Declaración de Brasilia
La declaración IBSA de Brasilia enfatiza la necesidad de llevar a cabo la Ronda de Desarrollo de la OMC y hacer del proceso de globalización uno más humano, inclusivo y equitativo. Además resalta la necesidad de mejorar la arquitectura financiera internacional para reducir la volatilidad de capitales para orientarlos hacia el desarrollo, fomentando un desarrollo sostenible y una efectiva implementación de la convención de biodiversidad; reducir el abismo digital; fortalecer las Naciones Unidas y el multilateralismo para luchar contra amenazas como el sida y el terrorismo; reformar la ONU mediante la democratización del Consejo de Seguridad; promover la igualdad en inclusión social mediante la implementación efectiva de políticas de lucha contra el hambre y la pobreza; apoyar las granjas familiares y promover la seguridad alimenticia, la salud, la asistencia social, el empleo, la educación, los derechos humanos y la protección del ambiente.